# Erik Kjersgaard Prisen
Erik Kjersgaard Prisen er en pris, der uddeles til en eller flere personer eller institutioner, som har sat fremmet historieinteressen i Danmark. Prisen blev indstiftet af Den Gamle By i Aarhus i 2023 og formålet med prisen er at fremme interessen for velfortalt historieformidling, der kan være i bøger, radio, tv, podcasts, udstillinger, i foredrag eller på anden måde. Med prisen følger 25.000 kr.
Prisen er opkaldt efter historikeren Erik Kjersgaard (1931-95), der arbejdede for bl.a. Nationalmuseet, Danmarks Radio og i Den Gamle By. Der lægges vægt på, at prismodtageren når ud til et stort og bredt publikum.
Erik Kjersgaard Prisen uddeles forbindelse med bogfestivalen Historien Lever, der finder sted i Den Gamle By hvert år omkring 1. oktober.

## Prismodtagere
| År   | Prismodtager     | Andre nominerede               |
| ---- | ---------------- | ------------------------------ |
| 2023 | Poul Duedahl     | Gry Jexen Birgitte Possing     |
| 2024 | Jeanette Varberg | Sara Alfort Dorthe Chakravarty |